# Ivajlo Gabrovski
Ivajlo Gabrovski (Bulgaars: Ивайло Габровски) (Sofia, 31 januari 1978) is een Bulgaars voormalig wielrenner.
Op 18 juli 2012 werd bekend dat Gabrovski positief is bevonden op het gebruik van epo tijdens de Ronde van Turkije, waar hij begin 2012 zowel de derde etappe als het eindklassement wist te winnen. Hij werd voor twee jaar geschorst.

## Belangrijkste overwinningen
2000
Ronde van de Loire-Atlantique
2001
 Bulgaars kampioen tijdrijden, Elite
Eindklassement Ronde van de Ain
1e etappe Ronde van Poitou-Charentes
Jongerenklassement Ronde van Luxemburg
2002
 Bulgaars kampioen op de weg, Elite
2003
 Bulgaars kampioen tijdrijden, Elite
Proloog, 5e en 7e etappe Ronde van Bulgarije
Eindklassement Ronde van Bulgarije
2004
5e etappe Circuit des Mines
Proloog, 2e en 3e etappe Prix de la Slantchev Brjag
Eindklassement Prix de la Slantchev Brjag
 Bulgaars kampioen tijdrijden, Elite
5e en 9e etappe Ronde van Bulgarije
2005
 Bulgaars kampioen tijdrijden, Elite
 Bulgaars kampioen op de weg, Elite
1e etappe Ronde van Roemenië
Eindklassement Ronde van Roemenië
6e etappe Ronde van Bulgarije
2006
3e en 6e etappe Ronde van Servië
Eindklassement Ronde van Servië
 Bulgaars kampioen tijdrijden, Elite
 Bulgaars kampioen op de weg, Elite
1e, 5e deel B (ploegentijdrit) en 8e etappe Ronde van Bulgarije
Eindklassement Ronde van Bulgarije
2007
3e en 6e etappe Ronde van Turkije
Eindklassement Ronde van Turkije
 Bulgaars kampioen tijdrijden, Elite
 Bulgaars kampioen op de weg, Elite
6e etappe Ronde van Luik
Eindklassement Ronde van Luik
3e etappe deel A Ronde van Bulgarije
2008
4e etappe Paths of King Nikola
3e etappe Ronde van Servië
 Bulgaars kampioen tijdrijden
Eindklassement Ronde van Bulgarije
2009
Grote Prijs van Sharm el-Sheikh
 Bulgaars kampioen op de weg, Elite
1e en 2e etappe Ronde van Bulgarije
Eindklassement Ronde van Bulgarije
Ronde van Vojvodina II
2011
8e etappe Ronde van Bulgarije
Eindklassement Ronde van Bulgarije
2012
3e etappe Ronde van Turkije
Eindklassement Ronde van Turkije

## Ploegen
- 2000 –  Jean Delatour (vanaf 31-8)
- 2001 –  Jean Delatour
- 2002 –  Jean Delatour
- 2003 –  MBK-Oktos-Saint-Quentin
- 2004 –  Oktos
- 2005 –  Miche (tot 31-5)
- 2005 –  Hemus 1896 Aurora 2000 Berchi (vanaf 1-6)
- 2006 –  Flanders
- 2007 –  Storez-Ledecq Matériaux (vanaf 15-6)
- 2009 –  Heraklion-Nessebar
- 2012 –  Konya Torku Şeker Spor
- 2014 –  China Wuxi Jilun Cycling Team (vanaf 1-8 tot 31-10)